# 8786 Бельська
8786 Бельська (8786 Belskaya) — астероїд головного поясу, відкритий 2 вересня 1978 року.
Тіссеранів параметр щодо Юпітера — 3,185.
Названий на честь української астрономки Ірини Бельської, керівниці відділу фізики астероїдів і комет НДІ астрономії Харківського національного університету. В номінації на найменування відзначено: «Її дослідження зосереджені на обертальних та поверхневих властивостях малих планет головного пояса, зокрема, об'єктів таксономічного типу М. Вона зробила важливий внесок у цій галузі, поєднавши фотометричні та поляриметричні спостереження з оптичними лабораторними вимірюваннями аналогів астероїдної речовини».